# Dávná zem
Dávná zem – pierwszy album grupy muzycznej Oceán wydany w 1990 roku.

## Lista utworów
1. „Dávná zem”
2. „Sen o měděných jablkách”
3. „Čas”
4. „Oceán”
5. „Vyznání”
6. „Ráchel”
7. „Padají koně”
8. „Havrani”
9. „Nic bliž, nic dál”
10. „Mys na okraji života”